# Louis Susane
Louis Auguste Victor Vincent Susane, né le 23 décembre 1810 à Pérouse (Italie) et mort à Meudon le 30 septembre 1876,  est un général et historien militaire français, spécialiste de l'Histoire de l'armée française au sujet de laquelle il a rédigé de nombreux ouvrages très fouillés qui font toujours référence en la matière.

## Biographie
Artilleur de formation, Louis Susane est issu de l'École polytechnique et a ensuite été formé à l'École d'application de Metz en 1831.
Aide de camp du directeur général des poudres, sous-directeur de la capsulerie de guerre, chef du personnel de l'artillerie au Ministère de la Guerre, Susane est nommé directeur de l'École centrale de pyrotechnie militaire de Metz en 1852, poste qu'il occupe jusqu'en 1863, devenant également directeur de l'Académie nationale de Metz pendant son séjour dans cette ville.
Nommé directeur général de l'artillerie au ministère de la Guerre en 1863, le général Susane est chargé de fournir des renseignements sur l'état de l'artillerie française avant et pendant la guerre franco-allemande de 1870. Après le conflit, invité à siéger au conseil de guerre constitué pour statuer sur le comportement du maréchal Bazaine, il refuse à l'instar d'un grand nombre d'officiers généraux, invoquant en ce qui le concerne « ses fonctions d'employé au ministère de la défense en 1870 ». Il termine sa carrière militaire en 1875 avec le grade de général de division, le titre d'inspecteur général de l'artillerie et la plaque de Grand officier de la Légion d'honneur.

## Décorations
- Grand officier de la Légion d'honneur en 1873, Commandeur en 1860, Officier en 1854 et Chevalier en 1848.
- Commandeur de l'ordre du Dannebrog en 1867, Chevalier en 1850.
- Commandeur de l'ordre des Saints-Maurice-et-Lazare[7], Chevalier en 1854.